# Psaliodes samaniegoi
Psaliodes samaniegoi là một loài bướm đêm trong họ Geometridae.